# Zbiór spolaryzowany
Zbiór spolaryzowany – zbiór częściowo uporządkowany, w którym dla dowolnych dwóch elementów {\displaystyle p,q} takich, że {\displaystyle p\nleqslant q,} można znaleźć {\displaystyle r,} które ogranicza {\displaystyle p} z dołu, ale {\displaystyle r} i {\displaystyle q} nie da się jednocześnie ograniczyć z dołu.

## Definicja formalna
Określa się relację {\displaystyle \leqslant } na zbiorze {\displaystyle P.} Zbiorem spolaryzowanym nazywa się parę {\displaystyle (P,\leqslant ),} gdy spełnione są następujące warunki:
- {\displaystyle \forall _{p\in P}\;(p\leqslant p),}
- {\displaystyle \forall _{p,q\in P}\;(p\leqslant q\wedge q\leqslant p\implies p=q),}
- {\displaystyle \forall _{p,q,r\in P}\;(p\leqslant q\wedge q\leqslant r\implies p\leqslant r),}
- {\displaystyle \forall _{p,q\in P}\;{\Big [}p\nleqslant q\implies \exists _{r\in P}\;{\big (}r\leqslant p\wedge \neg \exists _{s\in P}\;(s\leqslant r\wedge s\leqslant q){\big )}{\Big ]}.}

Pierwsze trzy warunki definiują częściowy porządek. Ostatnia formuła jest warunkiem charakterystycznym zbiorów spolaryzowanych.
Elementy zbioru spolaryzowanego czasami określa się warunkami. Jeżeli zbiór spolaryzowany nie ma elementów minimalnych, to nazywany jest bezatomowym.

## Przykład
Niech {\displaystyle P=\{\{1\},\{2\},\{3\},\{1,2\},\{1,3\},\{2,3\},\{1,2,3\}\}.} Para {\displaystyle (P,\subseteq ),} gdzie {\displaystyle \subseteq } jest relacją inkluzji, jest zbiorem spolaryzowanym. Wiadomo, że relacja inkluzji jest częściowym porządkiem. Wystarczy sprawdzić warunek charakterystyczny. Widać, że singletony są elementami minimalnymi tego porządku, więc nie da się ich wspólnie ograniczyć. Dla {\displaystyle p=\{1,2\},} {\displaystyle q=\{2,3\}} wybierane jest {\displaystyle r=\{1\}.} Jedynym elementem ograniczającym {\displaystyle r} z dołu jest on sam i nie jest on ograniczeniem {\displaystyle q.} Analogicznie postępuje się dla pozostałych dubletów. Natomiast, gdy {\displaystyle p=\{1,2,3\},} {\displaystyle q=\{1,2\}} przyjmuje się {\displaystyle r=\{3\}.} Argument jest taki sam jak poprzednio. W pozostałych przypadkach postępowanie jest podobne.

## Algebry Boole’a
Niech {\displaystyle \mathbb {B} =(B,\cup ,\cap ,\sim ,0,1)} będzie algebrą Boole’a. Definiuje się relację {\displaystyle \leqslant } w sposób następujący: {\displaystyle a\leqslant b\iff a=a\cap b.} Para {\displaystyle (B\setminus \{0\},\leqslant )} jest zbiorem spolaryzowanym.

### Dowód
Tak określona relacja jest częściowym porządkiem. Niech {\displaystyle p,q\in B\setminus \{0\}} będą dowolne i {\displaystyle p\nleqslant q.} Z definicji relacji: {\displaystyle p\neq p\cap q.}  Niech {\displaystyle r=p\cap (\sim q).} Widać, że {\displaystyle r=r\cap p,} czyli {\displaystyle r\leqslant p.} Wynika z tego też, że {\displaystyle r\neq 0,} ponieważ {\displaystyle p\neq p\cap q.} Przyjmuje się teraz dowolne {\displaystyle s\leqslant r,} tj. {\displaystyle s=s\cap r,} czyli {\displaystyle s=s\cap (p\cap (\sim q)).} Ostatecznie sprawdza się, że {\displaystyle s\cap q=s\cap p\cap (\sim q)\cap q=0,} więc jedynym wspólnym ograniczeniem dolnym {\displaystyle r} i {\displaystyle q} jest {\displaystyle 0,} które nie należy do rozważanego zbioru, co dowodzi ostatniej własności relacji.

## Topologia zbiorów spolaryzowanych
Niech {\displaystyle (P,\leqslant )} będzie zbiorem spolaryzowanym. Definiuje się {\displaystyle O(p)=\{q\in P:q\leqslant p\},} gdzie {\displaystyle p} jest dowolnym warunkiem. Rodzina {\displaystyle {\mathcal {B}}=\{O(p):p\in P\}} jest bazą topologii zbioru spolaryzowanego. Każdy zbiór {\displaystyle O(p)} jest dziedziną otwartą w {\displaystyle P} jako przestrzeni topologicznej.